# Christian Johansen (forfatter)
Christian Johansen (4. november 1820 i Nordtorp på Amrum - 26. juli 1871 i Slesvig by) var en dansk-nordfrisisk lærer og forfatter.
Han blev født i Nordtorp (Nordtrup) på Amrum i 1820, blev senere lærer og underviste på skolerne på Amrum, på Sild, i Oldersbæk og i det øvrige Danmark. I 1852 blev han kaldt til domskolen i Slesvig. Ud over sit arbejde som lærer skrev han flere bøger og essays om Amrums historie, kultur og sprog, blandt dem mange på amringer nordfrisisk. Heri blev han blandt andet inspireret af Amrum-præsten Lorenz Frederik Mechlenburg. Han blev også påvirket af teologen N.F.S. Grundtvig. Hans mest kendte roman er Arammud an Dögganhaid (på dansk Fattigdom og dyd) fra 1860. I 1862 udgav han en afhandling om det nordfrisiske sprog på Før og Amrum. Vedhæftet er en række folkesagn. Som fortæller fungerer kostebinderen Jens Drefsen, som fortæller sagnene til sin søn, mens de strejfer gennem Amrums klitter.

## Værker (Udvalg)
- A waasskaper brok
- Letj Elke an Grat Elke
- Wos an Puask